# Roebling Road Raceway
Il Roebling Road Raceway è un autodromo costruito nei pressi della cittadina di Bloomingdale, nella Contea di Effingham dello stato statunitense della Georgia.

## Storia
Progettato da John Rueter ed inaugurato per la prima volta nel 1959, è lungo 3,25 km ed è unico nel suo genere in quanto non  sono state costruite tribune per ospitare gli spettatori lungo il tracciato. La sua realizzazione è stata finanziata da  Robert Roebling, sponsor della SCCA.
La prima corsa dello Sports Car Club of America avvenne nel 1960. Nel corso degli anni il circuito è stato utilizzato dai più svariati campionati motoristici per più di 300 giorni l'altro, ed attualmente vi corrono la SCCA, il BMW Car Owners Club of America, il Porsche Club of America, la North American Sports Car Association e la Vintage Drivers Club of America. Viene anche impiegato dal programma televisivo MotorWeek per le prove su strada e per svariati corsi di guida sportiva.

## Tracciato
Non sono presenti barriere di protezioni lungo il percorso, in quanto l'area ai bordi della pista è completamente sgombra. L'unico muro si trova nel rettilineo finale, accanto ai box.